# Styringomyia tergata
Styringomyia tergata är en tvåvingeart som beskrevs av Alexander 1960. Styringomyia tergata ingår i släktet Styringomyia och familjen småharkrankar.
Artens utbredningsområde är Moçambique. Inga underarter finns listade i Catalogue of Life.